# Brabantse Pijl

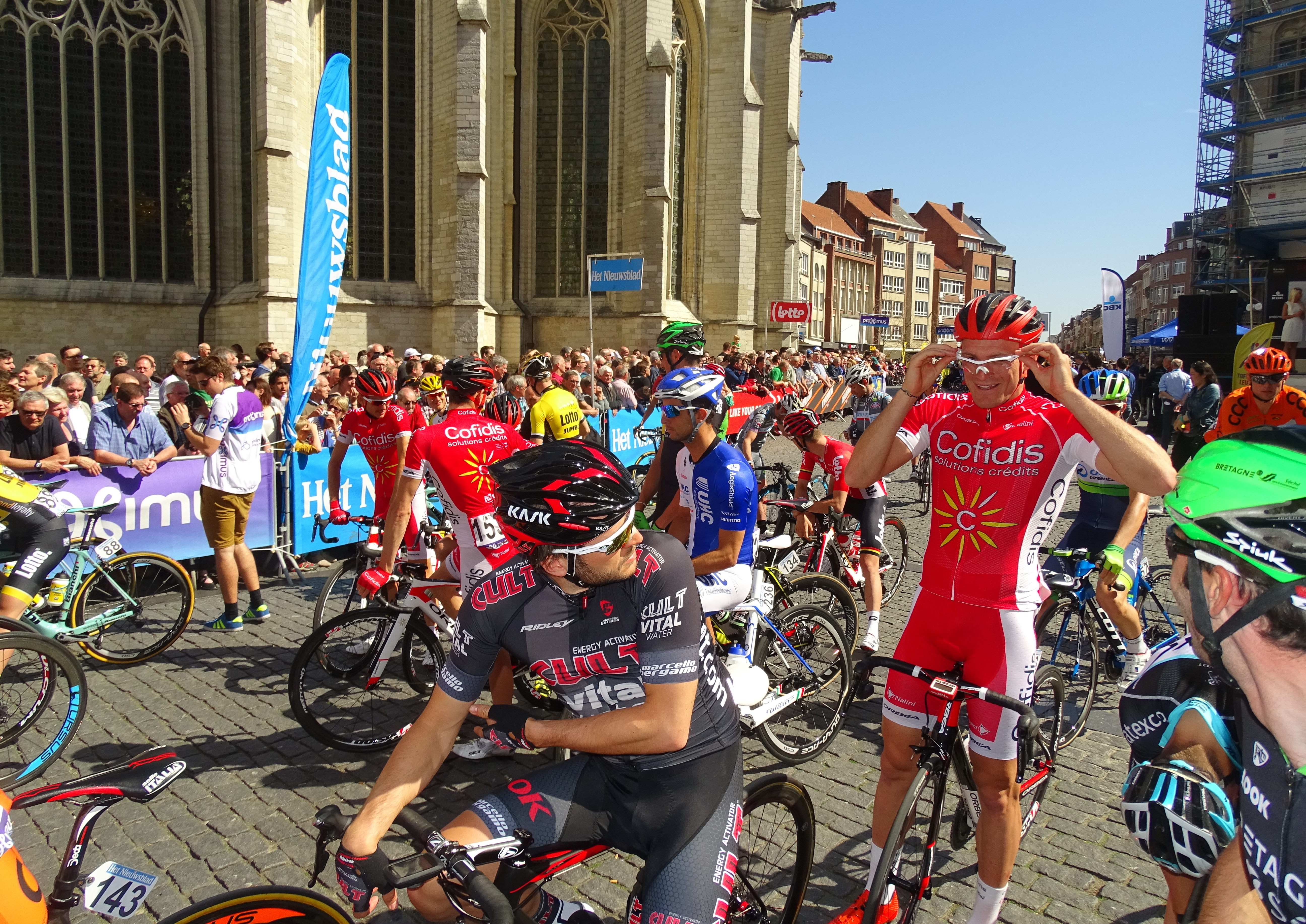
Inför starten på Grote Markt ("Stortorget") vid Sint-Pieterskerk (Sanktpeterskyrkan) i Leuven 2015.

Brabantse Pijl (nederländska för "Brabantska pilen"), på franska Flèche Brabançonne eller Flèche Branconne, är ett årligt endagslopp på cykel i Brabant (sedan 1995 Flamländska Brabant och Vallonska Brabant), sydväst om Bryssel i Belgien. Loppet ingick i UCI Europe Tour från 2005 och klassades inledningsvis som 1.1, men uppgraderades till 1.HC 2011. 2020 flyttades det till den nystartade UCI ProSeries (1.Pro).
De första åren (1961–1966) var start och mål förlagda till Bryssel, därefter följde fyra år med start och mål i Sint-Genesius-Rode, 1971 flyttades målet till Alsemberg och 1979 flyttades även starten dit (1980 var dock både start och mål tillbaka i Sint-Genesius-Rode, men de återvände till Alsemberg året därpå). "Pilen" har numera start i Leuven (2004 till 2007 i Zaventem, dessförinnan i Alsemberg)) och mål i Overijse (till och med 2009 i Alsemberg}. I samband med att start och mål flyttades ändrades också datumet: tidigare avgjordes loppet på söndagen en vecka före Flandern runt (och ingick då i "Flamländska cykelveckan"), men från och med 2010 ligger det på onsdagen mellan Paris-Roubaix och Amstel Gold Race och har därigenom blivit ett förlopp till Ardennerklassikerna.
Loppet bjuder på många stigningar, tidigare 26 men antalet ökades till 31 stigningar 2019, vilka delvis upprepas genom att de sista nio milen av loppet består av (knappt) fyra varv på en 23 kilometer lång slinga (Schavei-Hagaard-Hertstraat-Holstheide-IJskelderlaan-Schavei), medan loppets första del innehåller två varv på en annan slinga (Bruineput-Menisberg-Lotsestraat-Bruineput). Därtill kommer att en drygt två mil lång vägsträcka körs i båda riktningarna, så att tidigare medlut blir motlut och vice versa.
Flest segrar, fyra, har Edwig Van Hooydonck, medan Óscar Freire, Johan Museeuw och Johan Capiot har vardera tre. De nordiska framgångarna inskränker sig till en tredjeplats av danske Rolf Sørensen år 2000.
2018 infördes en damtävling, Brabantse Pijl Dames Gooik, genom att Pajot Hills Classic (startat 2016) överfördes till och synkroniserades med Brabantse Pijl. Samtidigt uppgraderade UCI kategorin från 1.2 till 1.1.

## Segrare
| År   | Vinnare              | Tvåa                       | Trea                |
| ---- | -------------------- | -------------------------- | ------------------- |
| 1961 | Pino Cerami          | Michel Van Aerde           | Willy Schroeders    |
| 1962 | Ludo Janssens        | Robert De Middeleir        | Raymond Impanis     |
| 1963 | Joseph Wouters       | Emile Daems                | Gustaaf De Smet     |
| 1964 | Arnaldo Pambianco    | Yvo Molenaers              | Victor Van Schil    |
| 1965 | Willy Bocklant       | Georges Van Coningsloo     | Piet Rentmeester    |
| 1966 | Jan Janssen          | Bas Maliepaard             | Jos van der Vleuten |
| 1967 | Roger Rosiers        | Jan Lauwers                | Emile Coppens       |
| 1968 | Victor Van Schil     | Willy Van Neste            | Eddy Beugels        |
| 1969 | Willy In 't Ven      | Jos van der Vleuten        | Willy Monty         |
| 1970 | Herman Vanspringel   | Victor Van Schil           | Georges Pintens     |
| 1971 | Joseph Spruyt        | Eddy Merckx                | Roger De Vlaeminck  |
| 1972 | Eddy Merckx          | Herman Vanspringel         | Roger Swerts        |
| 1973 | Johan De Muynck      | Victor Van Schil           | Herman Vanspringel  |
| 1974 | Herman Vanspringel   | Frans Verbeeck             | Freddy Maertens     |
| 1975 | Willem Peeters       | Michel Pollentier          | Gerrie Knetemann    |
| 1976 | Freddy Maertens      | Eddy Merckx                | Frans Verbeeck      |
| 1977 | Frans Verbeeck       | Gerrie Knetemann           | Willy Teirlinck     |
| 1978 | Marcel Laurens       | Herman Vanspringel         | Ludo Peeters        |
| 1979 | Daniel Willems       | Gerrie Knetemann           | Eddy Schepers       |
| 1980 | Michel Pollentier    | Sean Kelly                 | Alfons van Katwijk  |
| 1981 | Roger De Vlaeminck   | Guido Van Calster          | Johnny Broers       |
| 1982 | Claude Criquielion   | Eddy Planckaert            | Ronny Van Holen     |
| 1983 | Eddy Planckaert      | Rudy Mathys                | Alfons De Wolf      |
| 1984 | Ronny Van Holen      | Theo de Rooij              | Paul Haghedooren    |
| 1985 | Adri van der Poel    | Jean-Marie Wampers         | Laurent Fignon      |
| 1986 | Johan van der Velde  | Eddy Planckaert            | Theo de Rooij       |
| 1987 | Edwig Van Hooydonck  | Peter Harings              | Jean-Marie Wampers  |
| 1988 | Johan Capiot         | Jean-Philippe Vandenbrande | Rolf Gölz           |
| 1989 | Johan Capiot         | Adri van der Poel          | Dirk De Wolf        |
| 1990 | Frans Maassen        | Johan Capiot               | Noël Segers         |
| 1991 | Edwig Van Hooydonck  | Dirk De Wolf               | Maurizio Fondriest  |
| 1992 | Johan Capiot         | Paul Haghedooren           | Mario De Clercq     |
| 1993 | Edwig Van Hooydonck  | Franco Ballerini           | Andrei Tchmil       |
| 1994 | Michele Bartoli      | Maarten den Bakker         | Gianni Bugno        |
| 1995 | Edwig Van Hooydonck  | Oleksandr Honchenkov       | Dmitri Konyschew    |
| 1996 | Johan Museeuw        | Edwig Van Hooydonck        | Gianluca Pianegonda |
| 1997 | Gianluca Pianegonda  | Maarten den Bakker         | Michael Boogerd     |
| 1998 | Johan Museeuw        | Germano Pierdomenico       | Michael Boogerd     |
| 1999 | Michele Bartoli      | Michael Boogerd            | Daniele Nardello    |
| 2000 | Johan Museeuw        | Nico Mattan                | Rolf Sørensen       |
| 2001 | Michael Boogerd      | Scott Sunderland           | Axel Merckx         |
| 2002 | Fabien De Waele      | Erwin Thijs                | Chris Peers         |
| 2003 | Michael Boogerd      | Óscar Freire               | Luca Paolini        |
| 2004 | Luca Paolini         | Michael Boogerd            | Nico Sijmens        |
| 2005 | Óscar Freire         | Marc Lotz                  | Axel Merckx         |
| 2006 | Óscar Freire         | Karsten Kroon              | Nick Nuyens         |
| 2007 | Óscar Freire         | Nick Nuyens                | Kim Kirchen         |
| 2008 | Sylvain Chavanel     | Philippe Gilbert           | Juan Antonio Flecha |
| 2009 | Anthony Geslin       | Jérôme Pineau              | Fabian Wegmann      |
| 2010 | Sébastien Rosseler   | Thomas De Gendt            | Jurgen Van De Walle |
| 2011 | Philippe Gilbert     | Björn Leukemans            | Anthony Geslin      |
| 2012 | Thomas Voeckler      | Óscar Freire               | Pieter Serry        |
| 2013 | Peter Sagan          | Philippe Gilbert           | Björn Leukemans     |
| 2014 | Philippe Gilbert     | Michael Matthews           | Tony Gallopin       |
| 2015 | Ben Hermans          | Michael Matthews           | Philippe Gilbert    |
| 2016 | Petr Vakoč           | Enrico Gasparotto          | Tony Gallopin       |
| 2017 | Sonny Colbrelli      | Petr Vakoč                 | Tiesj Benoot        |
| 2018 | Tim Wellens          | Sonny Colbrelli            | Tiesj Benoot        |
| 2019 | Mathieu van der Poel | Julian Alaphilippe         | Tim Wellens         |
| 2020 | Julian Alaphilippe   | Mathieu van der Poel       | Benoît Cosnefroy    |
| 2021 | Tom Pidcock          | Wout van Aert              | Matteo Trentin      |
| 2022 | Magnus Sheffield     | Benoît Cosnefroy           | Warren Barguil      |
| 2023 | Dorian Godon         | Ben Healy                  | Benoît Cosnefroy    |
| 2024 | Benoît Cosnefroy     | Dylan Teuns                | Tim Wellens         |
| 2025 | Remco Evenepoel      | Wout van Aert              | António Morgado     |

| År   | Vinnare              | Tvåa                 | Trea             |
| ---- | -------------------- | -------------------- | ---------------- |
| 2018 | Marta Bastianelli    | Leah Kirchmann       | Marianne Vos     |
| 2019 | Sofie De Vuyst       | Marta Cavalli        | Coryn Rivera     |
| 2020 | Grace Brown          | Liane Lippert        | Floortje Mackaij |
| 2021 | Ruth Winder          | Demi Vollering       | Elisa Balsamo    |
| 2022 | Demi Vollering       | Katarzyna Niewiadoma | Liane Lippert    |
| 2023 | Silvia Persico       | Demi Vollering       | Liane Lippert    |
| 2024 | Elisa Longo Borghini | Demi Vollering       | Alexandra Manly  |
| 2025 | Elisa Longo Borghini | Marianne Vos         | Femke Gerritse   |

| År   | Vinnare           | Tvåa              | Trea              |
| ---- | ----------------- | ----------------- | ----------------- |
| 2016 | Marianne Vos      | Megan Guarnier    | Lotta Lepistö     |
| 2017 | Annette Edmondson | Barbara Guarischi | Ilaria Sanguineti |